# Гостилів (заповідне урочище)
Гостилів — заповідне урочище місцевого значення. Об'єкт розташований на території Городенківського району Івано-Франківської області, село Чортовець.
Площа — 22,7000 га, статус отриманий у 1983 році.